# エルンスト・シエーリング賞
エルンスト・シエーリング賞（Ernst Schering Preis）は、ドイツのエルンスト・シエーリング財団によって毎年授与される生物学の賞。薬学者で実業家の名を冠している。
1991年に設立され、賞金は現在50,000ユーロ。

## 受賞者
- 2024年 Maiken Nedergaard
- 2023年 Matthias Tschöp
- 2022年 Gisbert Schneider
- 2021年 アヴィヴ・レゲフ
- 2020年 Jens Claus Brüning
- 2019年 Patrick Cramer
- 2018年 ボニー・バスラー
- 2017年 Elly Tanaka
- 2016年 フランツ＝ウルリッヒ・ハートル
- 2015年 David MacMillan
- 2014年 Magdalena Götz
- 2013年 Frank Kirchhoff
- 2012年 Matthias Mann
- 2011年 Bert W. O'Malley
- 2010年 マーク・フェルドマン、Ravinder N. Maini
- 2009年 ルドルフ・イエーニッシュ
- 2008年 Klaus Rajewsky
- 2007年 キャロライン・ベルトッツィ
- 2006年 Wolfgang Baumeister
- 2005年 Thomas Tuschl
- 2004年 Ronald McKay
- 2003年 スバンテ・ペーボ
- 2002年 イアン・ウィルムット
- 2001年 キリアコス・コスタ・ニコラウ
- 2000年 清水孝雄
- 1999年 Michael Berridge
- 1998年 Ilme Schlichting
- 1997年 Johann Mulzer
- 1996年 ジューダ・フォークマン
- 1995年 西塚泰美
- 1994年 バート・フォーゲルシュタイン
- 1993年 クリスティアーネ・ニュスライン＝フォルハルト
- 1992年 Peter H. Seeburg